# Abierto Mexicano de Tenis 2012 - Qualificazioni singolare maschile
Le qualificazioni del singolare maschile dell'Abierto Mexicano de Tenis 2012 sono state un torneo di tennis preliminare per accedere alla fase finale della manifestazione. I vincitori dell'ultimo turno sono entrati di diritto nel tabellone principale. In caso di ritiro di uno o più giocatori aventi diritto a questi sono subentrati i lucky loser, ossia i giocatori che hanno perso nell'ultimo turno ma che avevano una classifica più alta rispetto agli altri partecipanti che avevano comunque perso nel turno finale.

## Teste di serie
1. Pere Riba (qualificato)
2. Victor Hănescu (primo turno)
3. João Souza (ultimo turno)
4. Igor' Andreev (ultimo turno)

1. Paul Capdeville (ultimo turno)
2. Alessandro Giannessi (qualificato)
3. Facundo Bagnis (qualificato)
4. Eduardo Schwank (primo turno)

## Qualificati
1. Pere Riba
2. Juan Sebastián Cabal

1. Alessandro Giannessi
2. Facundo Bagnis

## Tabellone

### Legenda
| - Q = Qualificato - WC = Wild card - LL = Lucky loser | - ALT = Alternate - SE = Special Exempt - PR = Protected Ranking | - w/o = Walkover - r = Ritirato - d = Squalificato |

### Sezione 1
|  | Primo turno | Primo turno            | Primo turno            | Primo turno | Primo turno |  |  | Ultimo turno | Ultimo turno    | Ultimo turno    | Ultimo turno | Ultimo turno |  |
|  |             |                        |                        |             |             |  |  |              |                 |                 |              |              |  |
|  | 1           | Pere Riba              | Pere Riba              | 6           | 6           |  |  |              |                 |                 |              |              |  |
|  |             | Miguel Gallardo-Valles | Miguel Gallardo-Valles | 1           | 0           |  |  | 1            | Pere Riba       | Pere Riba       | 7            | 7            |  |
|  |             | Christopher Díaz       | Christopher Díaz       | 5           | 1           |  |  | 5            | Paul Capdeville | Paul Capdeville | 5            | 5            |  |
|  | 5           | Paul Capdeville        | Paul Capdeville        | 7           | 6           |  |  |              |                 |                 |              |              |  |

### Sezione 2
|  | Primo turno | Primo turno           | Primo turno           | Primo turno | Primo turno |  |  | Ultimo turno | Ultimo turno          | Ultimo turno          | Ultimo turno | Ultimo turno |  |
|  |             |                       |                       |             |             |  |  |              |                       |                       |              |              |  |
|  | 2           | Victor Hănescu        | Victor Hănescu        | 4           | r           |  |  |              |                       |                       |              |              |  |
|  |             | Juan Sebastián Cabal  | Juan Sebastián Cabal  | 6           |             |  |  |              | Juan Sebastián Cabal  | Juan Sebastián Cabal  | 6            | 6            |  |
|  | ALT         | Pierre-Ludovic Duclos | Pierre-Ludovic Duclos | 6           | 6           |  |  | ALT          | Pierre-Ludovic Duclos | Pierre-Ludovic Duclos | 4            | 1            |  |
|  | 8           | Eduardo Schwank       | Eduardo Schwank       | 4           | 0           |  |  |              |                       |                       |              |              |  |

### Sezione 3
|  | Primo turno | Primo turno          | Primo turno          | Primo turno | Primo turno |  |  | Ultimo turno | Ultimo turno         | Ultimo turno | Ultimo turno | Ultimo turno |  |
|  |             |                      |                      |             |             |  |  |              |                      |              |              |              |  |
|  | 3           | João Souza           | João Souza           | 6           | 6           |  |  |              |                      |              |              |              |  |
|  | WC          | Luis Patiño          | Luis Patiño          | 2           | 0           |  |  | 3            | João Souza           | 3            | 6            | 1            |  |
|  | ALT         | Luis Díaz-Barriga    | Luis Díaz-Barriga    | 2           | 3           |  |  | 6            | Alessandro Giannessi | 6            | 3            | 6            |  |
|  | 6           | Alessandro Giannessi | Alessandro Giannessi | 6           | 6           |  |  |              |                      |              |              |              |  |

### Sezione 4
|  | Primo turno | Primo turno         | Primo turno         | Primo turno | Primo turno |  |  | Ultimo turno | Ultimo turno   | Ultimo turno   | Ultimo turno | Ultimo turno |  |
|  |             |                     |                     |             |             |  |  |              |                |                |              |              |  |
|  | 4           | Igor' Andreev       | Igor' Andreev       | 7           | 6           |  |  |              |                |                |              |              |  |
|  | WC          | Marco Aurelio Núñez | Marco Aurelio Núñez | 5           | 1           |  |  | 4            | Igor' Andreev  | Igor' Andreev  | 65           | 63           |  |
|  | WC          | Manuel Sanchez      | Manuel Sanchez      | 4           | 4           |  |  | 7            | Facundo Bagnis | Facundo Bagnis | 7            | 7            |  |
|  | 7           | Facundo Bagnis      | Facundo Bagnis      | 6           | 6           |  |  |              |                |                |              |              |  |